# الی لروی
اَلی لِروی (انگلیسی: Ali LeRoi؛ زادهٔ ۱۲ فوریهٔ ۱۹۶۲) تهیه‌کننده تلویزیونی، کارگردان فیلم، نویسنده، بازیگر اهل ایالات متحده آمریکا است. لروی در آکادمی ریاضی و علوم رابرت لیندبلوم تحصیل کرد. وی سپس در کالج کلمبیا شیکاگو به تحصیل در رشته سینما پرداخت.
از فیلم‌ها یا مجموعه‌های تلویزیونی که وی در آن‌ها نقش داشته است می‌توان به «همه از کریس متنفرند» اشاره نمود.
وی همچنین برندهٔ جوایزی همچون جایزه امی شده است.